# Кароль Домбровський
Кароль Домбровський (8 червня 1991 , Вільнюс ) — литовський біатлоніст. Учасник чемпіонатів світу.

## Кар'єра
На етапах Кубка світу дебютував у сезоні 2009-2010. Перед тим представляв Литву на юнацьких першостях планети. Від 2011 року Домбровський регулярно бере участь у етапах Кубка світу і в Чемпіонатах світу з біатлону.

## Результати за кар'єру
Усі результати наведено за даними Міжнародного союзу біатлоністів.

### Чемпіонати світу
| Змагання                  | Інд. перегони | Спринт | Перегони пер. | Мас-старт | Естафета | Змішана ес. | Од. змішана ес. |
| 2011 Ханти-Мансійськ      | —             | 65     | —             | —         | 25       | —           | Не пров.        |
| 2012 Рупольдінг           | 93            | 119    | —             | —         | 21       | —           | Не пров.        |
| 2013 Нове Место-на-Мораві | 80            | 73     | —             | —         | 24       | 24          | Не пров.        |
| 2015 Контіолахті          | 93            | 68     | —             |           | 23       | 23          | Не пров.        |
| 2016 Гольменколлен        | 52            | 95     | —             | —         | 23       | —           | Не пров.        |
| 2017 Гохфільцен           | 66            | 95     | —             | —         | 25       | —           | Не пров.        |
| 2019 Естерсунд            | 51            | 63     | —             | —         | 21       | 24          | 25              |
| 2020 Антгольц-Антерсельва | 30            | 50     | 48            | —         | 24       | 16          | 24              |
| 2021 Поклюка              | 38            | 40     | 49            | —         | 26       | 17          | —               |

### Кубки світу
- Найвище місце в загальному заліку: 73-те 2020 року.
- Найвище місце в окремих перегонах: 25.

#### Підсумкові місця в Кубку світу за роками
| Сезон     | Заг. залік | Спринт | Перегони пер. | Інд. перегони | Мас-старт |
| 2018-2019 | 86         | -      | -             | 55            | -         |
| 2019-2020 | 73         | 80     | -             | 43            | -         |